# Sonchamp
Sonchamp és un municipi francès, situat al departament d'Yvelines i a la regió de Illa de França. L'any 2007 tenia 1.575 habitants.
Forma part del cantó de Rambouillet, del districte de Rambouillet i de la Comunitat d'aglomeració Rambouillet Territoires.

## Demografia

### Població
El 2007 la població de fet de Sonchamp era de 1.575 persones. Hi havia 567 famílies, de les quals 101 eren unipersonals (44 homes vivint sols i 57 dones vivint soles), 182 parelles sense fills, 248 parelles amb fills i 36 famílies monoparentals amb fills.
La població ha evolucionat segons el següent gràfic:
Habitants censats

### Habitatges
El 2007 hi havia 671 habitatges, 577 eren l'habitatge principal de la família, 55 eren segones residències i 39 estaven desocupats. 597 eren cases i 73 eren apartaments. Dels 577 habitatges principals, 473 estaven ocupats pels seus propietaris, 86 estaven llogats i ocupats pels llogaters i 18 estaven cedits a títol gratuït; 9 tenien una cambra, 36 en tenien dues, 62 en tenien tres, 103 en tenien quatre i 367 en tenien cinc o més. 473 habitatges disposaven pel capbaix d'una plaça de pàrquing. A 217 habitatges hi havia un automòbil i a 333 n'hi havia dos o més.

### Piràmide de població
La piràmide de població per edats i sexe el 2009 era:
| Homes | Edats   | Dones |
| ----- | ------- | ----- |
| 0     | 95 o +  | 0     |
| 0     | 90 a 94 | 4     |
| 0     | 85 a 89 | 8     |
| 20    | 80 a 84 | 8     |
| 12    | 75 a 79 | 16    |
| 16    | 70 a 74 | 8     |
| 28    | 65 a 69 | 28    |
| 48    | 60 a 64 | 20    |
| 40    | 55 a 59 | 76    |
| 60    | 50 a 54 | 60    |
| 60    | 45 a 49 | 56    |
| 80    | 40 a 44 | 60    |
| 44    | 35 a 39 | 72    |
| 40    | 30 a 34 | 44    |
| 28    | 25 a 29 | 16    |
| 60    | 20 a 24 | 12    |
| 64    | 15 a 19 | 56    |
| 52    | 10 a 14 | 60    |
| 44    | 5 a 9   | 76    |
| 44    | 0 a 4   | 48    |

## Economia
El 2007 la població en edat de treballar era de 1.059 persones, 785 eren actives i 274 eren inactives. De les 785 persones actives 720 estaven ocupades (397 homes i 323 dones) i 64 estaven aturades (24 homes i 40 dones). De les 274 persones inactives 81 estaven jubilades, 134 estaven estudiant i 59 estaven classificades com a «altres inactius».

### Ingressos
El 2009 a Sonchamp hi havia 601 unitats fiscals que integraven 1.635,5 persones, la mediana anual d'ingressos fiscals per persona era de 25.773 €.

### Activitats econòmiques
Dels 63 establiments que hi havia el 2007, 3 eren d'empreses de fabricació de material elèctric, 1 d'una empresa de fabricació d'altres productes industrials, 11 d'empreses de construcció, 14 d'empreses de comerç i reparació d'automòbils, 2 d'empreses d'hostatgeria i restauració, 3 d'empreses d'informació i comunicació, 2 d'empreses financeres, 4 d'empreses immobiliàries, 14 d'empreses de serveis, 6 d'entitats de l'administració pública i 3 d'empreses classificades com a «altres activitats de serveis».
Dels 14 establiments de servei als particulars que hi havia el 2009, 2 eren tallers de reparació d'automòbils i de material agrícola, 1 paleta, 2 guixaires pintors, 3 fusteries, 2 electricistes, 1 empresa de construcció, 2 restaurants i 1 saló de bellesa.
L'any 2000 a Sonchamp hi havia 31 explotacions agrícoles que ocupaven un total de 2.261 hectàrees.

## Equipaments sanitaris i escolars
El 2009 hi havia una escola elemental.

## Poblacions més properes
El següent diagrama mostra les poblacions més properes.